# Jezuïetenkerk (Koblenz)
De Jezuïetenkerk Sint Johannes de Doper is een filiaalkerk van de rooms-katholieke parochie Sint-Kastor in de Duitse stad Koblenz. De kerk ligt aan het Jezuïetenplein, naast het voormalige jezuïetencollege, waarin tegenwoordig het Koblenzer raadshuis zetelt.
De Jezuïetenkerk werd in 2002 toegevoegd aan de lijst UNESCO-werelderfgoed van het Middenrijndal.

## Geschiedenis

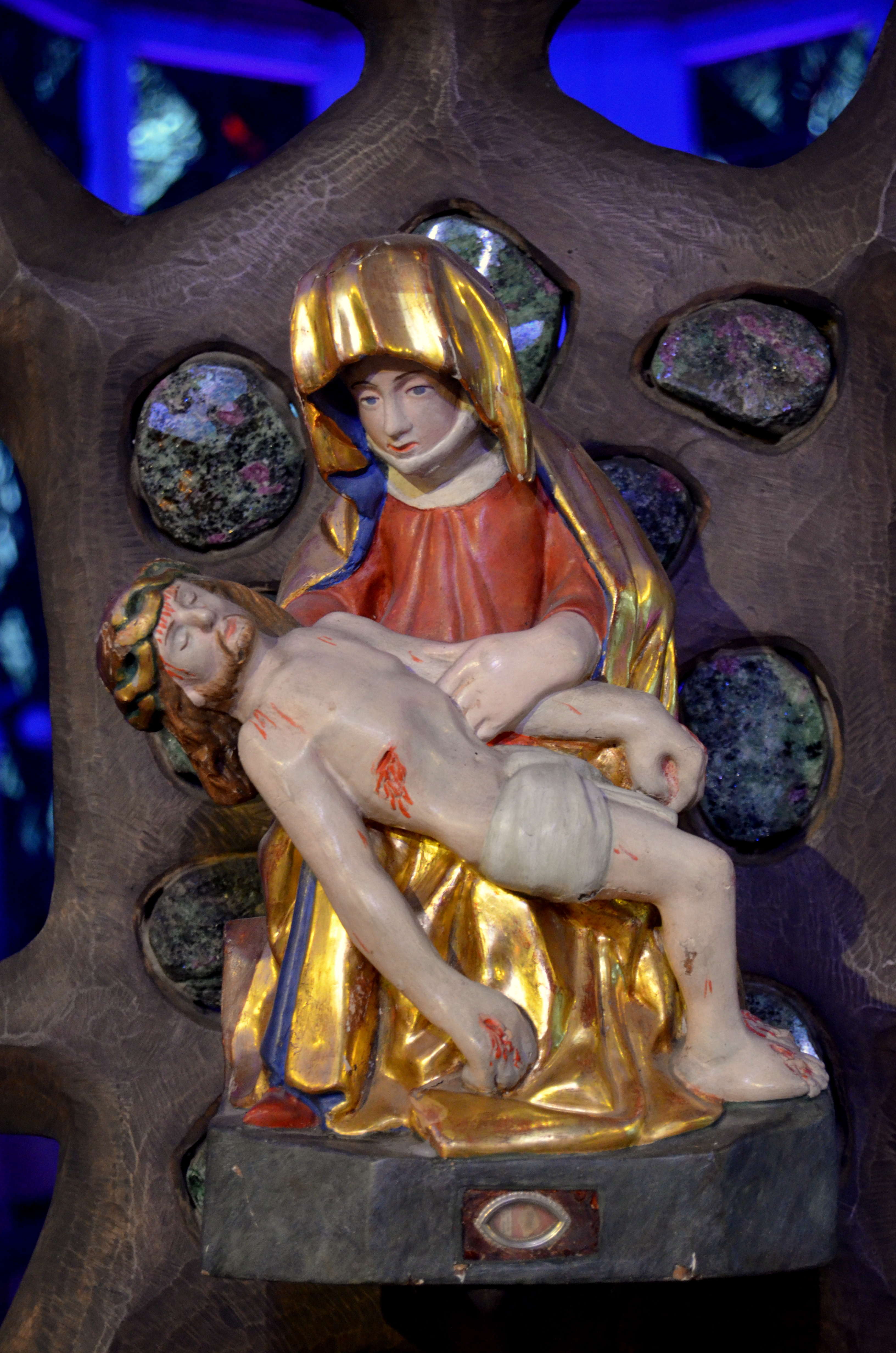
Piëta

In de 13e eeuw werd in dit deel van de stad een cisterciënzerklooster gesticht. De cisterciënzers bouwden op de plek van de huidige kerk een gotische kloosterkerk. In 1580 liet aartsbisschop Jakob von Eltz de cisterciënzer kloostergemeenschap verhuizen naar het naburige Niederwerth en droeg de gebouwen vervolgens over aan de jezuïeten. De aartsbisschop wilde met de komst van de jezuïeten naar Koblenz de contrareformatie en de hervormingen van het Concilie van Trente in zijn jurisdictie forceren. In 1588 begonnen de Jezuïeten met de bouw van het college en klooster. De oude gotische kerk werd begin 17e eeuw tot het koor afgebroken en in de jaren 1613-1617 vervangen door een nieuwe kerk naar het voorbeeld van de Petruskerk in Münster. Het was een driebeukige zuilenbasiliek met galerijen over de zijbeuken en de westzijde van de kerk met prachtige stergewelven. De oostzijde van de kerk werd afgesloten door het oude gotische koor. De architectuur van het kerkinterieur was onmiskenbaar gotisch van stijl. De buitenkant van de kerk kreeg echter een renaissance-uiterlijk, een bouwstijl die beter aansloot bij de toenmalige ontwikkelingen in de bouwkunst. De fraaie barokke inrichting gaf de kerk tot 1944 een bijzondere uitstraling.
Na het vertrek van de Jezuïeten in 1773 werd de kerk bij de Sint-Kastorparochie gevoegd.
Tijdens de Tweede Wereldoorlog werd de Jezuïetenkerk bij luchtaanvallen op Koblenz in 1944 voor het grootste deel verwoest.

## Herbouw
Na een lange discussie werd uiteindelijk besloten de kerkruïne in 1956 volledig te slopen en in de jaren 1958-1959 te vervangen door nieuwbouw. De barokke sacristie en de westelijke gevel van de kerk bleven daarbij behouden. De laatste Jezuïeten verlieten Koblenz in 2003.
Verantwoordelijk voor het huidige kerkgebouw is de Duitse kerkarchitect Gottfried Böhm. Hij liet een nieuwe, moderne kerk bouwen maar respecteerde daarbij de oude structuur van de kerk. Achter de renaissancegevel schuilt een eenvoudig gebouw waar strakke lijnen de gotische structuren hebben vervangen. Uit de oude kerk werden de talrijke sluitstenen uit de 17e eeuw, een 15e-eeuwse piëta en twee wijwatervaten gered.

## Piëta
Het beeld van Onze-Lieve-Vrouw werd rond 1500 gemaakt en is een kunstwerk uit de regio Lahn. Sinds 1587 wordt het beeld in de Jezuïetenkerk vereerd. Volgens een legende werd het beeld tijdens de viering van een bruiloft in de Lahn gegooid. Er brak daarna onmiddellijk tumult uit in de feestvierende groep en bij de gevechten verloor degene die het beeld in de Lahn wierp zijn rechterhand. Later, toen er bij het beeld werd gebeden om voorspraak, werden er meldingen gedaan van genezing van verlamming en hoofdpijnen.
Het beeld weerstond de verwoestingen van de kerk in de Tweede Wereldoorlog zonder schade.

## Afbeeldingen

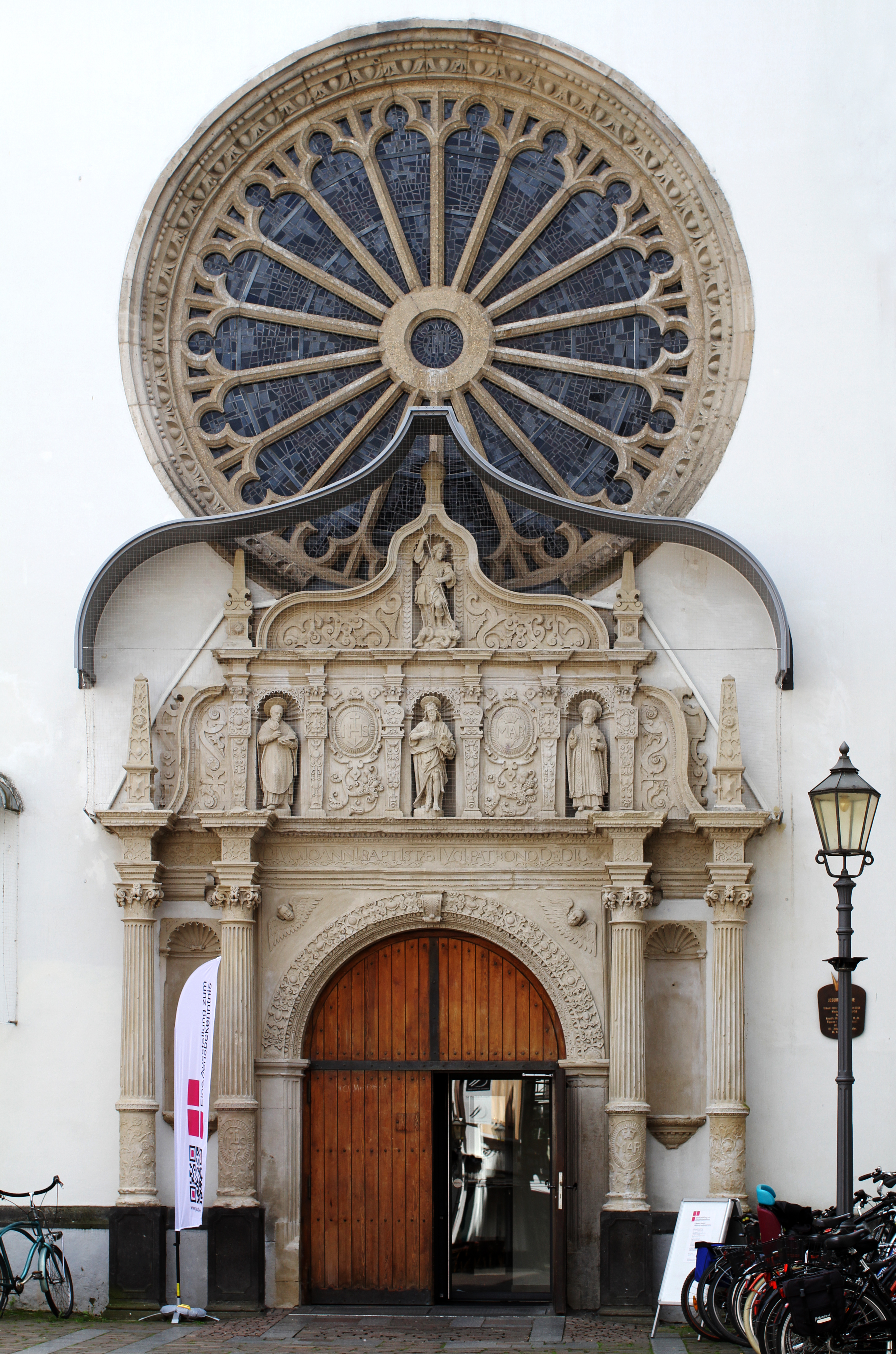
Portaal
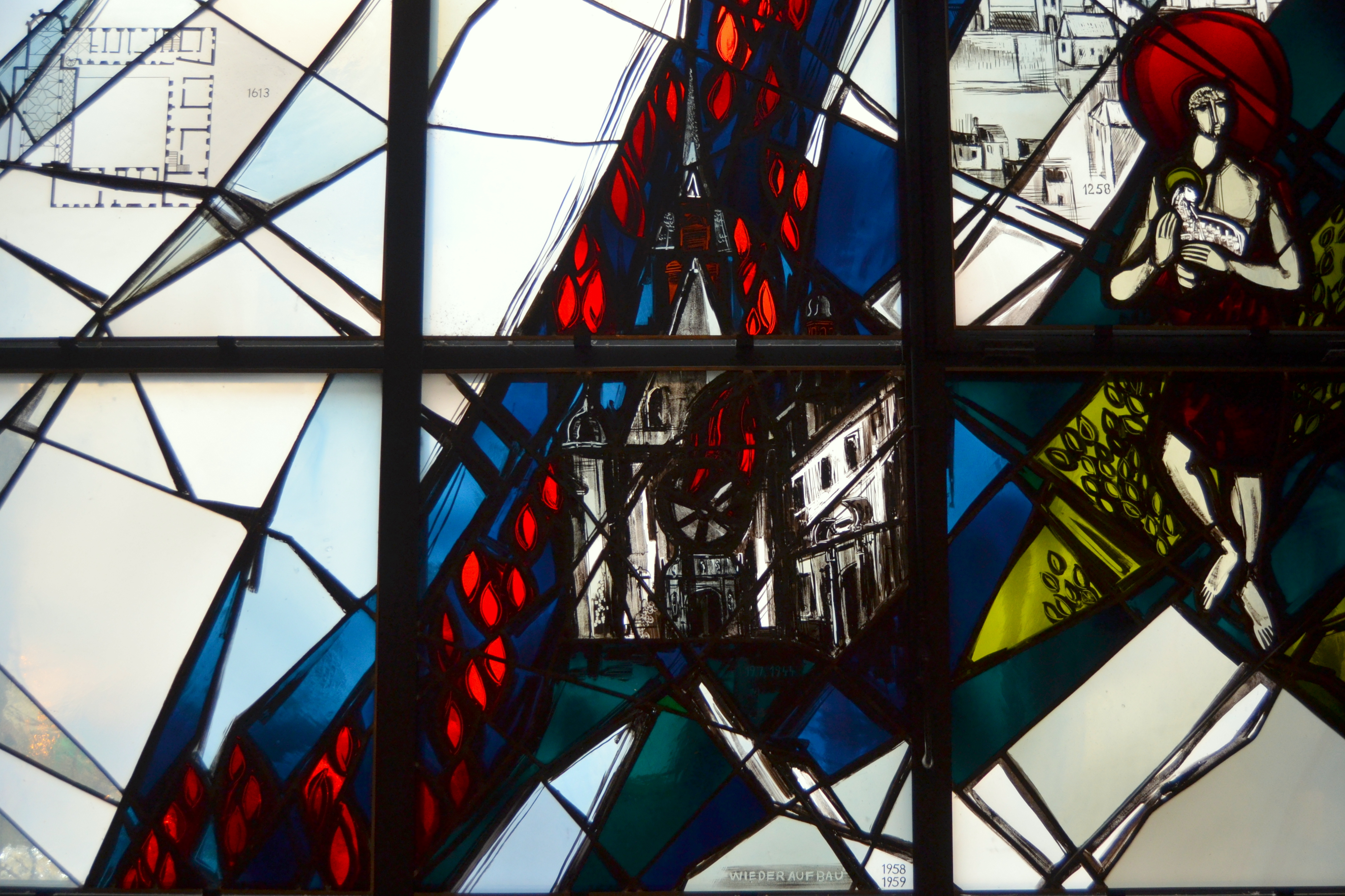
Gebrandschilderd raam van de ondergang van de kerk tijdens WO II
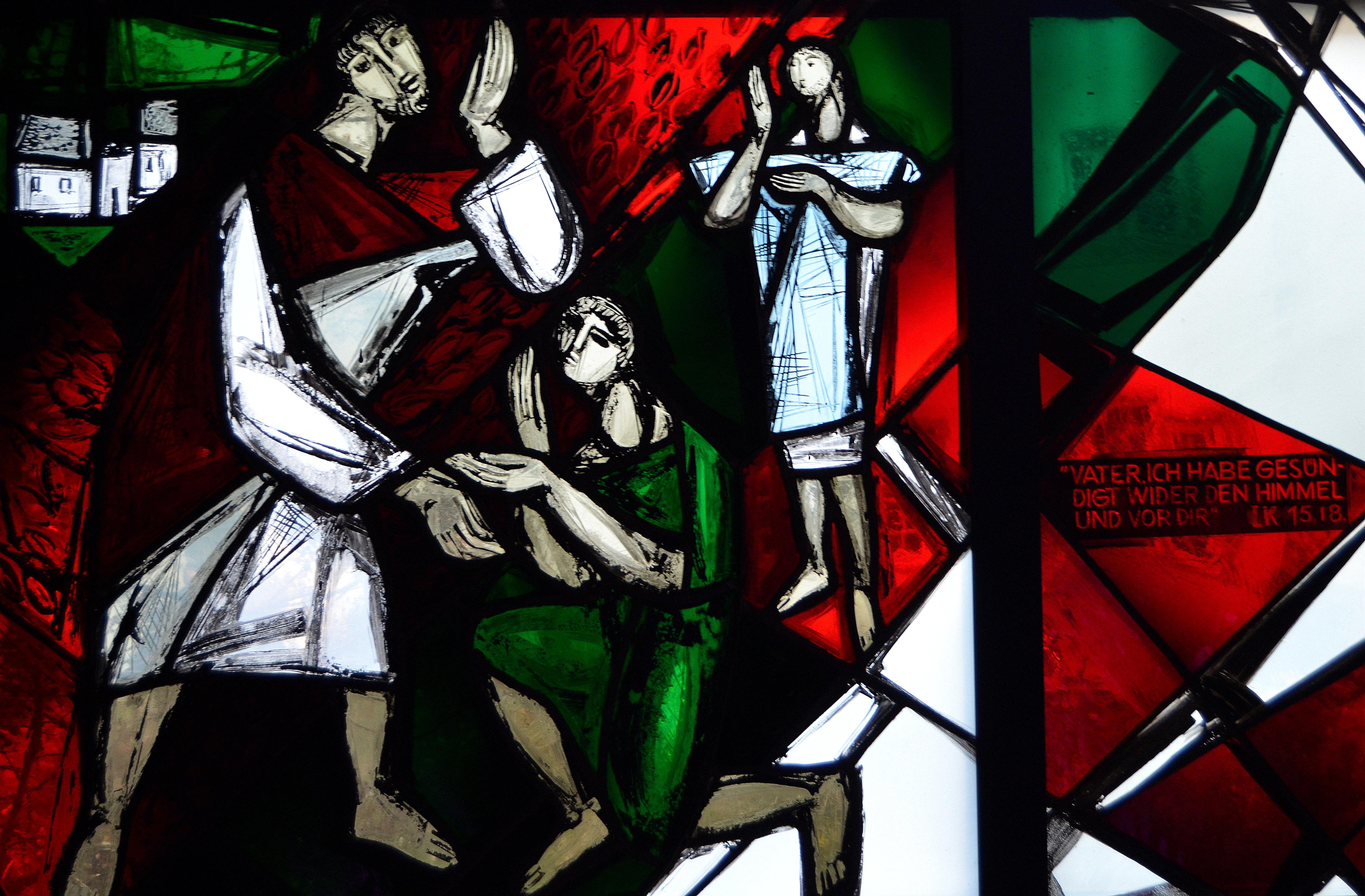
Gebrandschilderd raam van de gelijkenis van de verloren zoon